# Paul Pöpperl
Paul Friedrich Pöpperl (* 25. Februar 2003 in Herborn) ist ein deutscher Fußballspieler. Seit der Saison 2024/25 steht er im Profikader des FC Schalke 04, wurde aber zuletzt an Viktoria Köln in die 3. Liga verliehen. Er kann variabel im offensiven Mittelfeld eingesetzt werden.

## Vereinskarriere

### Anfänge
Pöpperl begann das Fußballspielen in der Jugendabteilung des VfB Marburg, wo er bis 2017 blieb. Anschließend schloss er sich der Jugendmannschaft der TSG Wieseck an. Für die Wiesecker spielte er bis einschließlich 2022 fünf Jahre lang. 2022 schloss er sich der zweiten Mannschaft des TSV Steinbach Haiger an, der in der fünftklassigen Hessenliga spielte. Bereits am ersten Spieltag im Auswärtsspiel gegen den SV Unter-Flockenbach erzielte er beim 2:3-Sieg sein erstes Pflichtspieltor. Er konnte sich auf Anhieb einen Stammplatz in der Mannschaft erspielen. Nach einem groben Foulspiel im Spiel gegen die zweite Mannschaft von Eintracht Frankfurt am 28. Spieltag wurde er mit einer roten Karte des Feldes verwiesen und verpasste daher die folgenden zwei Ligaspiele. Am Ende der Saison stieg er mit seiner Mannschaft als Tabellenletzter ab. Mit 12 Toren und fünf Torvorlagen gehörte er jedoch zu den Leistungsträgern seiner Mannschaft.
Zur Saison 2023/24 wechselte er zu FC Schalke 04 II. Für die Zweitvertretung der Königsblauen gab er am ersten Spieltag gegen den 1. FC Bocholt sein Debüt. Sein erstes Pflichtspieltor schoss er am vierten Spieltag gegen die zweite Mannschaft von Borussia Mönchengladbach. Am Ende der Saison konnte er in 33 Spielen fünf Tore schießen und sechs weitere Tore vorbereiten. Im Juni unterschrieb er einen bis zum Jahr 2026 datierten Lizenzspielervertrag bei der Profimannschaft des FC Schalke 04.

### VVV-Venlo
Am 26. Juni 2024 gab der FC Schalke bekannt, dass Pöpperl gemeinsam mit Emmanuel Gyamfi an die VVV-Venlo, einem der Partnervereine des FC Schalke 04, verliehen wird. Er gab am 10. August 2024, dem ersten Spieltag der Saison 2024/25, beim 1:1-Unentschieden gegen ADO Den Haag sein Profidebüt. In den folgenden Spielen kam er lediglich in jeweils einer Halbzeit oder nur in Kurzeinsätzen zum Einsatz. Am achten Spieltag, beim 2:4-Auswärtssieg gegen den FC Volendam, wurde er zehn Minuten vor Ende der regulären Spielzeit eingewechselt und konnte sein erstes Pflichtspieltor erzielen. Es sollte sein einziges Tor für die Niederländer bleiben. In den nächsten Wochen erhielt er überwiegend Kurzeinsätze oder zählte überhaupt nicht zum Kader. Am 29. Oktober 2024 gab er in der ersten Runde des KNVB-Pokals sein Pokalspieldebüt. Mit einer 2:1-Auswärtsniederlage unterlag man Excelsior Rotterdam. Am 3. Januar 2025 wurde bekannt, dass die Leihe vorzeitig beendet wurde. Schalke-Verantwortliche Ben Manga äußerte sich darüber, dass es wichtig wäre für einen Profi in „seinem Alter möglichst viel Spielzeit auf einem guten Niveau“ zu erhalten und empfand diese aufgrund der „Länge seiner Einsätze zuletzt nicht als ausreichend“. Insgesamt konnte er in 17 Ligaspielen ein Tor erzielen.

### Viktoria Köln
In derselben Meldung gab Manga bekannt, dass Pöpperl bis Ende der Saison an Viktoria Köln verliehen wird. Zu seinem Wechsel sagte Pöpperl, dass er „sehr gut in Empfang genommen“ wurde und die Rahmenbedingungen ideal seien, um sich weiterzuentwickeln. Sein Pflichtspieldebüt für die Kölner gab er am 20. Spieltag beim 2:3-Auswärtssieg gegen Dynamo Dresden. Er stand in der Startaufstellung und wurde erst in der 70. Minuten gegen Lex-Tyger Lobinger ausgewechselt. Auch am folgenden Spieltag gegen den SV Waldhof Mannheim kam er beim 1:0-Heimsieg in der Startaufstellung zum Einsatz und wurde in der 72. Minute gegen Kwabe Schulz ausgewechselt.

## Erfolge
- Mittelrheinpokal-Sieger: 2025 mit Viktoria Köln